# Đống Đa, Quy Nhơn
Đống Đa là một phường cũ thuộc thành phố Quy Nhơn, tỉnh Bình Định, Việt Nam.
Phường Đống Đa có diện tích 6,31 km², dân số năm 2019 là 66.954 người, mật độ dân số đạt 9.689 người/km².

## Hành chính
Phường Đống Đa được chia thành 13 khu vực: 1, 2, 3, 4, 4A, 5, 6, 7, 8, 9, 9A, 10, 11.